# Band Bahia
Band Bahia é uma emissora de televisão brasileira sediada em Salvador, capital do estado da Bahia. Opera no canal 7 (46 UHF digital) e é uma emissora própria da Band. A emissora também funciona como cabeça de rede para a região Nordeste em transmissões especiais. 
A emissora também estende sua cobertura para além da Bahia, contando com uma retransmissora em Aracaju, Sergipe, que opera comercialmente como Band Aracaju.

## História
A emissora foi fundada em 11 de abril de 1981 por João Jorge Saad e Renato Rebouças, sendo a terceira emissora de televisão mais antiga do estado da Bahia. Até 1995, foi oficialmente chamada de TV Bandeirantes Bahia. Neste ano, com a mudança adotada pela rede durante o carnaval, a estação baiana seguiu o padrão e passou a ser denominada Band Bahia.
Em 2003, o sinal da Band em Aracaju é substituído por uma retransmissora da Band Bahia. Outras cidades do estado passaram a receber este sinal ao longo dos anos. Em 2015, este sinal passou a ter o nome fantasia de Band Aracaju.
No dia 18 de junho de 2008, a emissora inaugurou um news center que viabiliza gerar três programas simultaneamente, além de mudanças em alguns programas locais como o Jogo Aberto Bahia além do Bahia Urgente e o Boa Tarde Bahia, e a troca de apresentadores.
Entre 2012 e 2013, a Band estreou as versões locais do Brasil Urgente e Os Donos da Bola, apresentados respectivamente por Uziel Bueno e Juliana Guimarães com comentários de Dito Lopes, respectivamente. O Brasil Urgente Bahia saiu do ar em 2015, um ano após Uziel deixar a emissora, devido a crise financeira enfrentada pelo Grupo Bandeirantes no mesmo ano.
Em 21 de maio de 2018, a emissora voltou a investir na programação local com a estreia do Band Mulher, programa de variedades apresentado durante as tardes por Pâmela Lucciola. Uma semana depois, em 28 de maio, reestreou a versão local do Brasil Urgente, marcando também o retorno de Uziel Bueno para a emissora.
No dia 9 de setembro de 2019, a emissora passou a retransmitir o Programa Seis em Ponto, da Rádio Metrópole, apresentado pelo radialista Geraldo Júnior. Em 7 de outubro, o programa Os Donos da Bola BA é descontinuado e substituído pelo Jogo Aberto Bahia, com a mesma equipe.
Em 22 de março de 2021, estreou o jornalístico Nordeste Urgente, com Uziel Bueno, exibido também em parte das emissoras da Band no Nordeste e pela Band Amazonas.
Em 9 de novembro de 2023, a jornalista Júlia Sarmento encerrou seu vínculo com a Band Bahia, sendo designada para integrar a equipe da geradora da emissora em São Paulo.

## Sinal digital
| Canal virtual | Canal digital | Resolução de tela | Programação                                |
| ------------- | ------------- | ----------------- | ------------------------------------------ |
| 7.1           | 46 UHF        | 1080i             | Programação principal da Band Bahia / Band |

A partir do dia 11 de junho de 2010, a emissora passou a transmitir em sinal digital pelo canal 46 UHF em caráter definitivo. Em junho de 2012, passou a ter toda sua programação produzida em alta definição.
Transição para o sinal digital
Com base no decreto federal de transição das emissoras de TV brasileiras do sinal analógico para o digital, a Band Bahia, bem como as outras emissoras de Salvador, cessou suas transmissões pelo canal 7 VHF em 27 de setembro de 2017, seguindo o cronograma oficial da ANATEL.

## Programas

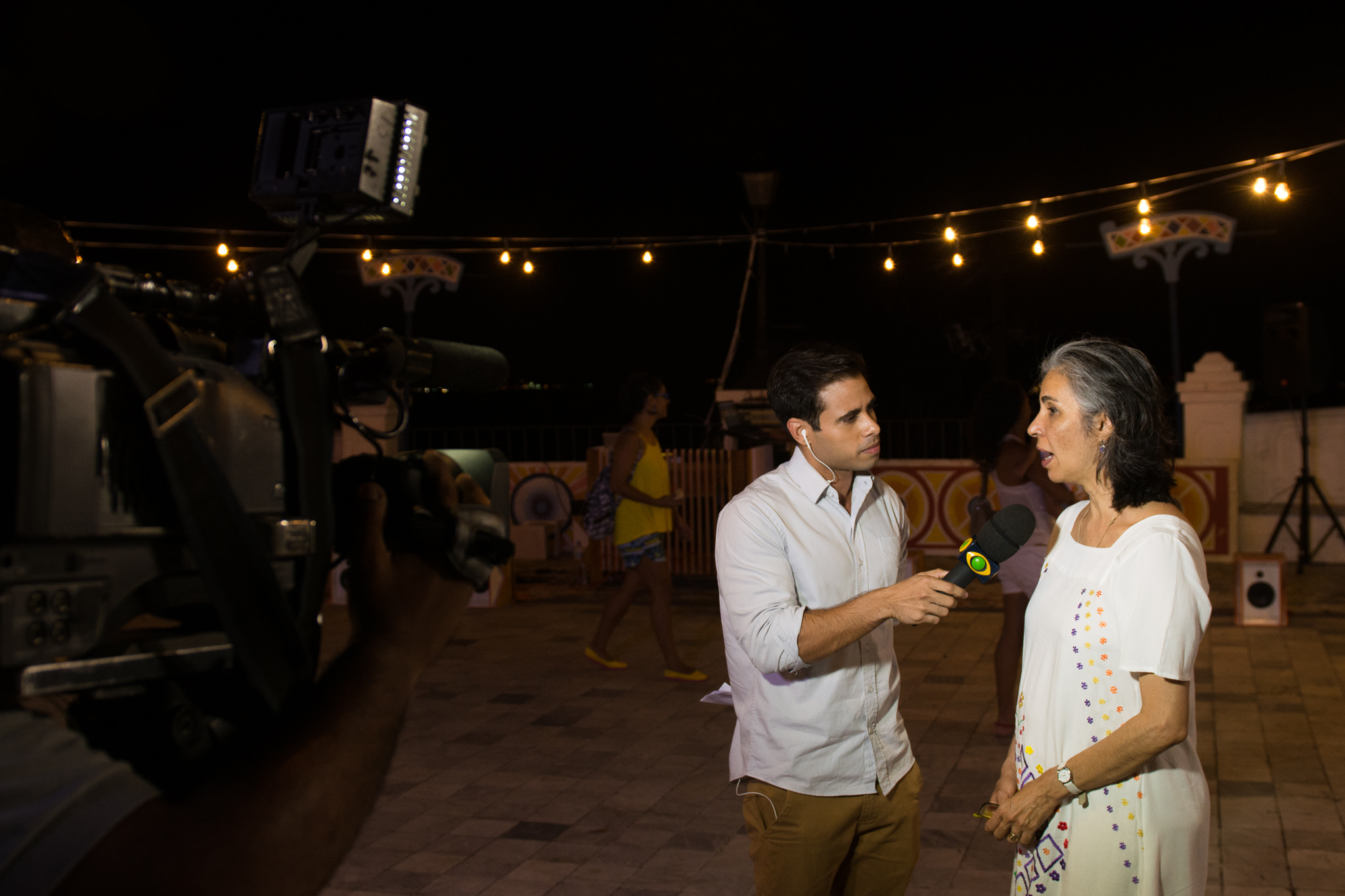
Repórter Victor Silveira em entrevista sobre o Vivadança Festival Internacional 2016

Além de retransmitir a programação nacional da Band, atualmente a Band Bahia produz ou exibe os seguintes programas:
- Jogo Aberto Bahia: Jornalístico esportivo, com Juliana Guimarães;
- Bafafá na Band: Programa de variedades, com Jorge Araújo;
- Band Mulher: Programa de variedades, com Pâmela Lucciola;
- Boa Tarde Bahia: Jornalístico, com Maria Lorena Alves e Victor Pinto;
- Brasil Urgente Bahia: Jornalístico, com Uziel Bueno;
- Band Cidade: Telejornal, com Carolina Rosa;
- Band Municípios: Jornalístico, com Bruna Gonzalez e Toni Júnior;
- Mundo da Luta: Programa sobre luta, com Joca Soares;
- Metanóia na TV: Programa de variedades, com Renato Ramos;
- Partiu Bateu: Programa esportivo, com Alan Guimarães e Rainan Peralva;
- Meu Aconchego: Programa sobre arquitetura, com Bruna Oliveira;
- Revista Exclusiva na TV:  Programa de variedades, com Clovis Dragone;
- O Mundo Rural: Jornalístico sobre agronegócio, com Lusitânia Mel;
- Estação Bahia:  Programa de variedades, com Jorge Ribeiro;

## Retransmissoras
- Alagoinhas - 11 VHF / 35 UHF digital
- Alcobaça - 10 VHF
- Aracaju, SE - 44 (43 UHF)
- Aracatu - 2 (35 UHF)
- Barreiras - 2 VHF / 35 UHF digital
- Brumado - 7 VHF
- Eunápolis - 2 VHF
- Euclides da Cunha - 9 VHF
- Cachoeira - 6 VHF / 46 UHF digital
- Catu - 11 VHF
- Camamu - 6 VHF
- Coaraci - 6 VHF
- Feira de Santana - 12 (35 UHF)
- Guanambi - 18 UHF
- Ibotirama - 7 VHF
- Ilhéus - 6 VHF  / 42 UHF digital
- Iraquara - 11 VHF
- Irecê - 13 (35 UHF digital)
- Itaberaba - 7 VHF
- Itabuna - 11 VHF / 42 UHF digital
- Itapetinga - 13 VHF
- Jacobina - 13 VHF
- Jaguarari - 6 VHF
- Jequié - 35 UHF digital
- Juazeiro - 6 (24 UHF)
- Miguel Calmon - 5 VHF
- Paripiranga - 38 UHF
- Porto Seguro - 6 VHF / 42 UHF digital
- Macaúbas - 2 VHF
- Manoel Vitorino - 13 VHF
- São Miguel das Matas - 7 VHF
- São Félix - 6 VHF
- Seabra - 5 VHF
- Senhor do Bonfim - 25 UHF
- Serrinha - 11 VHF
- Teixeira de Freitas - 4 VHF / 35 UHF digital
- Tucano - 6 VHF
- Urandi - 7 VHF
- Várzea do Poço - 13 VHF
- Vitória da Conquista - 2 (35 UHF digital)